# Lekkoatletyka na Letnich Igrzyskach Olimpijskich 1980 – bieg na 100 m kobiet
Bieg na 100 metrów kobiet podczas XXII Letnich Igrzysk Olimpijskich w Moskwie rozegrano 25 (eliminacje i ćwierćfinały) i 26 lipca 1980 (półfinały i finał) na Stadionie Łużniki. Zwyciężczynią została reprezentantka Związku Radzieckiego Ludmiła Kondratjewa.

## Rekordy
|                   | Zawodniczka      | Narodowość | Czas  | Data               | Miejsce  |
| ----------------- | ---------------- | ---------- | ----- | ------------------ | -------- |
| Rekord świata     | Marlies Oelsner  | NRD        | 10,88 | 1 lipca 1977(dts)  | Drezno   |
| Rekord olimpijski | Annegret Richter | RFN        | 11,01 | 25 lipca 1976(dts) | Montreal |

## Wyniki
| Poz. - pozycja |
| – rekord świata \| – rekord krajowy \| – rekord życiowy \| = – wyrównany rekord życiowy \| · – najlepszy wynik w sezonie \| = – wyrównany najlepszy wynik w sezonie \| – rekord olimpijski |
| Fn – falstart \| DNF – nie ukończył \| DNS – nie wystartował \| DSQ – zdyskwalifikowany |

### Eliminacje
Rozegrano pięć biegów eliminacyjnych. Do ćwierćfinałów awansowały po cztery najlepsze zawodniczki z każdego biegu (Q) oraz cztery z najlepszymi czasami spośród pozostałych (q).

#### Bieg 1
Wiatr: +0,06 m/s
| Poz. | Zawodniczka         | Narodowość | Rezultat | Uwagi |
| ---- | ------------------- | ---------- | -------- | ----- |
| 1    | Ingrid Auerswald    | NRD        | 11,32    | Q     |
| 2    | Chantal Réga        | Francja    | 11,53    | Q     |
| 3    | Rosie Allwood       | Jamajka    | 11,68    | Q     |
| 4    | Brigitte Senglaub   | Szwajcaria | 11,69    | Q     |
| 5    | Helinä Laihorinne   | Finlandia  | 11,70    | q     |
| 6    | P. T. Usha          | Indie      | 12,27    |       |
| 7    | Bessey de Létourdie | Seszele    | 13,04    |       |
| –    | Elżbieta Stachurska | Polska     | DSQ      |       |

#### Bieg 2
Wiatr: +0,60 m/s
| Poz. | Zawodniczka    | Narodowość      | Rezultat | Uwagi |
| ---- | -------------- | --------------- | -------- | ----- |
| 1    | Romy Müller    | NRD             | 11,41    | Q     |
| 2    | Denise Boyd    | Australia       | 11,56    | Q     |
| 3    | Sonia Lannaman | Wielka Brytania | 11,58    | Q     |
| 4    | Marisa Masullo | Włochy          | 11,77    | Q     |
| 5    | Leleith Hodges | Jamajka         | 11,79    |       |
| 6    | Marième Boye   | Senegal         | 12,42    |       |
| 7    | Edwige Bancole | Benin           | 13,19    |       |
| 8    | Seuth Khampa   | Laos            | 14,62    |       |

#### Bieg 3
Wiatr: +1,92 m/s
| Poz. | Zawodniczka           | Narodowość   | Rezultat | Uwagi |
| ---- | --------------------- | ------------ | -------- | ----- |
| 1    | Marlies Göhr          | NRD          | 11,41    | Q     |
| 2    | Wiera Anisimowa       | ZSRR         | 11,53    | Q     |
| 3    | Maria Szyszkowa       | Bułgaria     | 11,57    | Q     |
| 4    | Els Vader             | Holandia     | 11,61    | Q     |
| 5    | Oguzoeme Nsenu        | Nigeria      | 11,72    | q     |
| 6    | Françoise Damado      | Senegal      | 12,16    |       |
| 7    | Mosi Alli             | Tanzania     | 12,19    |       |
| 8    | Eugenia Osho-Williams | Sierra Leone | 11,69    |       |

#### Bieg 4
Wiatr: +1,00 m/s
| Poz. | Zawodniczka         | Narodowość      | Rezultat | Uwagi |
| ---- | ------------------- | --------------- | -------- | ----- |
| 1    | Ludmiła Kondratjewa | ZSRR            | 11,13    | Q,    |
| 2    | Linda Haglund       | Szwecja         | 11,37    | Q     |
| 3    | Heather Hunte       | Wielka Brytania | 11,40    | Q     |
| 4    | Emma Sulter         | Francja         | 11,46    | Q     |
| 5    | Rufina Ubah         | Nigeria         | 11,75    | q     |
| 6    | Jennifer Inniss     | Gujana          | 11,79    |       |
| 7    | Estella Meheux      | Sierra Leone    | 13,22    |       |
| 8    | Trần Thanh Vân      | Wietnam         | 13,23    |       |

#### Bieg 5
Wiatr: +0,18 m/s
| Poz. | Zawodniczka       | Narodowość      | Rezultat | Uwagi |
| ---- | ----------------- | --------------- | -------- | ----- |
| 1    | Sofka Popowa      | Bułgaria        | 11,35    | Q     |
| 2    | Kathy Smallwood   | Wielka Brytania | 11,37    | Q     |
| 3    | Natalja Boczina   | ZSRR            | 11,38    | Q     |
| 4    | Laureen Beckles   | Francja         | 11,59    | Q     |
| 5    | Debbie Wells      | Australia       | 11,72    | q     |
| 6    | Nzaeli Kyomo      | Tanzania        | 11,77    |       |
| 7    | Carmela Bolívar   | Peru            | 12,07    |       |
| 8    | Ruth Enang Mesode | Kamerun         | 12,40    |       |

### Ćwierćfinały
Rozegrano trzy biegi ćwierćfinałowe. Do półfinałów awansowało po pięć najlepszych zawodniczek z każdego biegu oraz jedna z najlepszym czasem spośród pozostałych.

#### Bieg 1
Wiatr: +0,45 m/s
| Poz. | Zawodniczka         | Narodowość      | Rezultat | Uwagi |
| ---- | ------------------- | --------------- | -------- | ----- |
| 1    | Ludmiła Kondratjewa | ZSRR            | 11,06    | Q,    |
| 2    | Romy Müller         | NRD             | 11,09    | Q     |
| 3    | Heather Hunte       | Wielka Brytania | 11,26    | Q     |
| 4    | Denise Boyd         | Australia       | 11,35    | Q     |
| 5    | Maria Szyszkowa     | Bułgaria        | 11,47    | Q     |
| 6    | Emma Sulter         | Francja         | 11,48    | q     |
| 7    | Brigitte Senglaub   | Szwajcaria      | 11,56    |       |
| 8    | Marisa Masullo      | Włochy          | 11,58    |       |

#### Bieg 2
Wiatr: +0,96 m/s
| Poz. | Zawodniczka     | Narodowość      | Rezultat | Uwagi |
| ---- | --------------- | --------------- | -------- | ----- |
| 1    | Marlies Göhr    | NRD             | 11,12    | Q     |
| 2    | Kathy Smallwood | Wielka Brytania | 11,24    | Q     |
| 3    | Natalja Boczina | ZSRR            | 11,30    | Q     |
| 4    | Sofka Popowa    | Bułgaria        | 11,42    | Q     |
| 5    | Laureen Beckles | Francja         | 11,54    | Q     |
| 6    | Oguzoeme Nsenu  | Nigeria         | 11,55    |       |
| 7    | Debbie Wells    | Australia       | 11,66    |       |
| 8    | Rosie Allwood   | Jamajka         | 11,69    |       |

#### Bieg 3
Wiatr: +0,39 m/s
| Poz. | Zawodniczka       | Narodowość      | Rezultat | Uwagi |
| ---- | ----------------- | --------------- | -------- | ----- |
| 1    | Ingrid Auerswald  | NRD             | 11,12    | Q     |
| 2    | Sonia Lannaman    | Wielka Brytania | 11,20    | Q     |
| 3    | Linda Haglund     | Szwecja         | 11,31    | Q     |
| 4    | Wiera Anisimowa   | ZSRR            | 11,33    | Q     |
| 5    | Chantal Réga      | Francja         | 11,40    | Q     |
| 6    | Rufina Ubah       | Nigeria         | 11,60    |       |
| –    | Helinä Laihorinne | Finlandia       | DNS      |       |
| –    | Els Vader         | Holandia        | DNS      |       |

### Półfinały
Rozegrano dwa biegi półfinałowe. Do finału awansowały po cztery najlepsze zawodniczki z każdego biegu.

#### Bieg 1
Wiatr: +0,82 m/s
| Poz. | Zawodniczka      | Narodowość      | Rezultat | Uwagi |
| ---- | ---------------- | --------------- | -------- | ----- |
| 1    | Romy Müller      | NRD             | 11,22    | Q     |
| 2    | Ingrid Auerswald | NRD             | 11,27    | Q     |
| 3    | Kathy Smallwood  | Wielka Brytania | 11,30    | Q     |
| 4    | Heather Hunte    | Wielka Brytania | 11,36    | Q     |
| 5    | Wiera Anisimowa  | ZSRR            | 11,51    |       |
| 6    | Emma Sulter      | Francja         | 11,63    |       |
| 7    | Maria Szyszkowa  | Bułgaria        | 11,65    |       |
| 8    | Laureen Beckles  | Francja         | 11,70    |       |

#### Bieg 2
Wiatr: +0,45 m/s
| Poz. | Zawodniczka         | Narodowość      | Rezultat | Uwagi |
| ---- | ------------------- | --------------- | -------- | ----- |
| 1    | Ludmiła Kondratjewa | ZSRR            | 11,11    | Q     |
| 2    | Marlies Göhr        | NRD             | 11,18    | Q     |
| 3    | Linda Haglund       | Szwecja         | 11,36    | Q     |
| 4    | Chantal Réga        | Francja         | 11,36    | Q     |
| 5    | Sonia Lannaman      | Wielka Brytania | 11,38    |       |
| 6    | Natalja Boczina     | ZSRR            | 11,38    |       |
| 7    | Sofka Popowa        | Bułgaria        | 11,40    |       |
| 8    | Denise Boyd         | Australia       | 11,44    |       |

### Finał
Wiatr: +0,99 m/s
| Poz. | Zawodniczka         | Narodowość      | Rezultat | Uwagi |
| ---- | ------------------- | --------------- | -------- | ----- |
| 1    | Ludmiła Kondratjewa | ZSRR            | 11,06    | =     |
| 2    | Marlies Göhr        | NRD             | 11,07    |       |
| 3    | Ingrid Auerswald    | NRD             | 11,14    |       |
| 4    | Linda Haglund       | Szwecja         | 11,16    | [ 4 ] |
| 5    | Romy Müller         | NRD             | 11,16    |       |
| 6    | Kathy Smallwood     | Wielka Brytania | 11,28    |       |
| 7    | Chantal Réga        | Francja         | 11,32    |       |
| 8    | Heather Hunte       | Wielka Brytania | 11,34    |       |